# Beuren (Hochwald)
Beuren település Németországban, Rajna-vidék-Pfalz tartományban. Lakosainak száma 938 fő (2023. december 31.). Beuren Schönberg, Neunkirchen, Burtscheid, Rascheid, Hinzert-Pölert, Reinsfeld, Osburg, Farschweiler, Lorscheid és Bescheid községekkel határos.

## Népesség
A település népességének változása:
| Lakosok száma | 1054 | 941  | 939  | 922  | 914  | 945  | 938  |
|               | 1975 | 2014 | 2017 | 2019 | 2021 | 2022 | 2023 |